# 324787 Włodarczyk
324787 Włodarczyk è un asteroide della fascia principale. Scoperto nel 2007, presenta un'orbita caratterizzata da un semiasse maggiore pari a 3,0787844 au e da un'eccentricità di 0,1013061, inclinata di 17,21899° rispetto all'eclittica.
L'asteroide era stato inizialmente battezzato 324787 Wlodarczyk per poi essere corretto nella denominazione attuale.
L'asteroide è dedicato all'astronomo polacco Ireneusz Włodarczyk.